# Лайденска стъкленица
Лайденската стъкленица е експериментален уред (впоследствие се оказва първият изобретен кондензатор), който съхранява статично електричество в стъкленица. Била е изобретена независимо от немския физик Евалд Юрген фон Клайст на 11 октомври 1744 г. и холандския физик Питер ван Мьосхенбрук през 1745 – 1746 г. Името на уреда произлиза от холандския университет Лайден, където Питер ван Мусхенбрук е учил. Лайденската стъкленица е използвана в много ранни експерименти с електричество и нейното откриване е било от голямо значение в изучаването му.

## Описание
Типичният съвременен дизайн на Лайденската стъкленица се състои от стъкленица и два електрода, вътре и вън от нея, които могат да бъдат от метално (проводящо) фолио, обвиващо външната и вътрешната повърхности, но без да имат контакт. Електрод под формата на жица се спуска в отвора на стъкленицата и се свързва електрически към вътрешното фолио, за да му позволи да се зареди с електричен заряд. Зареждането на вътрешния електрод става от електростатичен генератор или друг източник, докато външният електрод е заземен. Вътрешната и външната повърхности съдържат равни, но противоположни заряди.
Оригиналната форма на устройството е стъклена бутилка, частично пълна с вода и с потопена в нея метална жица, минаваща през коркова тапа, която затваря стъкленицата. Ролята на външния електрод е играела ръката на експериментатора. Скоро се установило, че е по-добре външната част да се прикрепи към стъкленицата с метално фолио, оставяйки водата вътре да действа като проводник, свързан чрез верига или жица към външната част, за да се избегнат загуби от коронен разряд. В началото било прието, че електричеството е флуид и зарядът се съхранява във водата, но Бенджамин Франклин изучил подробно Лайденската стъкленица и доказал, че зарядът се съхранява в стъклото. Зарядът може да се съхранява върху повърхността на проводниците или върху повърхността на диелектрика, ако те са разделени от въздушна междина. Зарядът може да протече към повърхността на диелектрика тогава, когато има контакт или ако електрическото поле е достатъчно силно. Поради това вътрешната течност може да се замени с метално фолио. От ранните експерименти се установило, че колкото по-тънък е диелектрикът, колкото по-близо са електродите и колкото по-голяма е повърхността, толкова по-голям заряд може да се съхрани при определено напрежение.
По-късни открития в електростатиката установяват, че диелектричният материал не е задължителен, но увеличава възможността за съхранение (капацитета) и предотвратява възникването на късо съединение между електродите. Достатъчно е два електрода да са на малко разстояние изолирани един от друг, за да действат като кондензатор, дори във вакуум.